# Henryk Główczewski
Henryk Główczewski (ur. 20 października 1944) – polski lekkoatleta, specjalizujący się w biegach średniodystansowych. Medalista mistrzostw Polski, reprezentant Polski.

## Osiągnięcia
Był zawodnikiem Lechii Gdańsk.
Na mistrzostwach Polski seniorów wywalczył dwa brązowe medale w biegu na 1500 metrów: w 1969 i 1970.
W latach 1968–1972 wystąpił w ośmiu meczach międzynarodowych (bez zwycięstw indywidualnych).
Jego córką jest biegaczka Dominika Nowakowska.
Rekordy życiowe:
- 800 metrów: 1:48,4 (28.06.1970)
- 1500 metrów: 3:42,2 (29.08.1969)